# Lázár Dénes (honvéd alezredes)
Szárhegyi gróf Lázár Dénes (Szárhegy, 1816. február 27. – Moson (Maros-Torda megye), 1881. február 23.) császári katona és 1849-ben honvéd alezredes.

## Élete
Gróf Lázár József és Péchy Eszer fia. Katonának szánták szülei, azért a bécsi mérnöki akadémián képezte ki magát a hadi tudományokban. Innét a Máriássy gyalogezredhez ment és mint hadnagy 1840 körül Nagyváradon állomásozott. A katonai pályát elhagyva Méhesen haszonbérelt jószágon települt le. 1848. szeptember 5-én Kolozs megye Beszterczei Antallal albiztosnak nevezte ki a megyei nemzetőrök szervezésére és oktatására; októberben az agyagfalvi székely gyűlésen a marosszéki székelyek vezérének tették, és mint marosszéki dandárvezér működött Radnóton is október 23-án. Marosvásárhelynek november 5-én történt megtámadtatása után bujdosott. 1849-ben mint alezredes került ismét Vásárhelyre és a marosszéki nemzetőrök rendezésében vett részt. A szabadságharc után Pestre költözött. 1858-ban eladta szászerkedi jószágát a serlingi kis birtokrésszel együtt gróf Lázár Miklósnak.

## Munkája
- Felszólítás, hogy a tüzérségre ajánlkozók nála jelentkezzenek. Felszólítás a szülőkhöz. Könyörgés a hazáért. Marosvásárhely, 1849. (2000 példányban ugyanott).